# Malthodes
Malthodes es un género de insectos coleópteros de la familia Cantharidae. El género fue descrito primero por Ernst Hellmuth von Kiesenwetter en 1852. Los imagos son saproxílicos (se alimentan de madera en descomposición). Las larvas se alimentan de materia orgánica vegetal muerta y crecen en el suelo.

## Especies
La siguiente es la lista de especies pertenecientes a este género.
- Malthodes abkhasicus
- Malthodes acutopygus
- Malthodes adjaricus
- Malthodes alatauicus
- Malthodes allenspachi
- Malthodes amplithorax
- Malthodes angulipygus
- Malthodes angulistilus
- Malthodes ansariensis
- Malthodes benedikti
- Malthodes bifurcicauda
- Malthodes bohaci
- Malthodes borsaensis
- Malthodes bosniscus
- Malthodes brancuccii
- Malthodes brevicauda
- Malthodes brevicollis
- Malthodes brignolii
- Malthodes canariensis
- Malthodes cavicornis
- Malthodes chorezmicus
- Malthodes chvojkai
- Malthodes circassicus
- Malthodes crassicornis
- Malthodes curticornis
- Malthodes debilis
- Malthodes delmastroi
- Malthodes dimidiaticollis
- Malthodes dispar
- Malthodes esgaudensis
- Malthodes europaeus
- Malthodes eurypygus
- Malthodes fibulatus
- Malthodes flavoguttatus
- Malthodes fenchihuensis
- Malthodes frantiseki
- Malthodes furthi
- Malthodes fuscus
- Malthodes gillerforsi
- Malthodes guttifer
- Malthodes hagai
- Malthodes halabensis
- Malthodes heinertzi
- Malthodes hellenicus
- Malthodes hikosanus
- Malthodes hiranoi
- Malthodes hladili
- Malthodes hoberlandti
- Malthodes holzschuhi
- Malthodes impressithorax
- Malthodes iranicus
- Malthodes jaromiri
- Malthodes jelineki
- Malthodes kahleni
- Malthodes kantnerorum
- Malthodes kasantsevi
- Malthodes kaszabi
- Malthodes kazakstanicus
- Malthodes kinugasai
- Malthodes kirisensis
- Malthodes koestlini
- Malthodes kopeckyi
- Malthodes kopetzi
- Malthodes kouichii
- Malthodes kurbatovi
- Malthodes kyushuensis
- Malthodes lamelliger
- Malthodes leichauensis
- Malthodes libenae
- Malthodes lucernensis
- Malthodes lyriformis
- Malthodes maceki
- Malthodes makiharai
- Malthodes malickyi
- Malthodes marginatus
- Malthodes masatakai
- Malthodes maurus
- Malthodes medvedevi
- Malthodes minimus
- Malthodes misellus
- Malthodes miyamotoi
- Malthodes mysticus
- Malthodes muraniensis
- Malthodes mushensis
- Malthodes nantouensis
- Malthodes nikitskyi
- Malthodes olympicus
- Malthodes osellai
- Malthodes parvus
- Malthodes pergensis
- Malthodes prudeki
- Malthodes pseudoparthenias
- Malthodes pumilus
- Malthodes quadristillus
- Malthodes rauschorum
- Malthodes rhadamantys
- Malthodes rhadinus
- Malthodes robustipygus
- Malthodes rolciki
- Malthodes romadinae
- Malthodes ruzickai
- Malthodes rydhi
- Malthodes sedileformis
- Malthodes sichuanus
- Malthodes spathifer
- Malthodes sporadicus
- Malthodes stanislavi
- Malthodes strejceki
- Malthodes sveci
- Malthodes taiwanus
- Malthodes tanurensis
- Malthodes tartusensis
- Malthodes taygetanus
- Malthodes tianshanicus
- Malthodes vavrai
- Malthodes vietnamensis
- Malthodes vosykai
- Malthodes walteri
- Malthodes weigeli
- Malthodes wewalkai
- Malthodes yakushimanus
- Malthodes yunnanus
- Malthodes zacynthius
- Malthodes zahradniki